# Santi Girolamo e Maria Maddalena
I Santi Girolamo e Maria Maddalena sono due sculture realizzate da Gian Lorenzo Bernini, attualmente collocate nella Cappella Chigi del duomo di Siena. Furono commissionate da Fabio Chigi, ovvero papa Alessandro VII.
Bernini cominciò a lavorare sulle opere nel 1661 e furono trasportate da Roma a Siena nel 1663. L'artista ricevette il pagamento di 2128 scudi, sebbene le opere non siano state scolpite esclusivamente da Bernini, ma con molta probabilità vi è stato un grande aiuto della sua bottega.
La cappella, nella sua concezione architettonica globale, è stata elaborata dal Bernini; all'interno della stessa, inoltre, sono presenti altre due statue, oltre al San Girolamo e alla Santa Maria Maddalena, attribuibili alla bottega di Bernini: si tratta della Santa Caterina di Ercole Ferrata e del San Bernardino da Siena, realizzato da Antonio Raggi.
Gli studiosi hanno evidenziato come le figure stiano subendo l'esperienza mistica. Rudolf Wittwoker parla di una "intensificazione della qualità visionaria": entrambi, difatti, non risultano coinvolti dal mondo attorno a loro, bensì sono assorti nei loro spazi spirituali. Howard Hibbard, conformemente a quanto afferma Wittwoker, dimostra come le due statue fuoriescano dalla nicchia stessa, a dimostrazione del fatto che Girolamo e Maria Maddalena non siano vincolati alla dimensione terrena, ma facciano riferimento a qualcosa di più alto, trascendente.
Al museo di belle arti di Lipsia vi è un disegno preparatorio di Maria Maddalena, mentre un bozzetto scultoreo della testa di Geremia è conservato al Fogg Art Museum dell'Università di Harvard.